# Jasmin Farid
Jasmin Farid Moghaddam, född 10 februari 1992 i Gustavsbergs församling i Stockholms län, är en svensk politiker (moderat). Hon var riksdagsledamot (tjänstgörande ersättare) 23 mars–1 augusti 2022 för Stockholms läns valkrets.
Farid kandiderade i riksdagsvalet 2018 och blev ersättare. Hon var tjänstgörande ersättare i riksdagen för Magdalena Schröder under perioden 23 mars–1 augusti 2022. I riksdagen var Farid suppleant i skatteutskottet.